# Myla
La Myla (in russo Мыла?) è un fiume della Russia europea settentrionale, affluente di destra della Cil'ma (bacino della Pečora). Scorre nell'Ust'-Cilemskij rajon della Repubblica dei Komi.
Nasce dai Timani al confine con l'Oblast' di Arcangelo nel nord-ovest della Repubblica dei Komi. Scorre quasi per tutta la sua lunghezza in direzione nord, il canale è estremamente tortuoso; sfocia nella Cil'ma a 90 km dalla foce, 5 km dopo aver superato il villaggio di Myla. Ha una lunghezza di 186 km; l'area del suo bacino è di 2 700 km².